# Gaceta de Puerto Rico
Gaceta de Puerto Rico fou el primer diari publicat en l'illa de Puerto Rico, fundat el 1807. Es creu que fou el primer diari imprès a l’illa, tot i que el gravat a Amèrica Llatina es remunta a mitjan segle xvi. Va ser el diari oficial del govern espanyol de Puerto Rico i es va crear sota el govern de Toribio Montes.

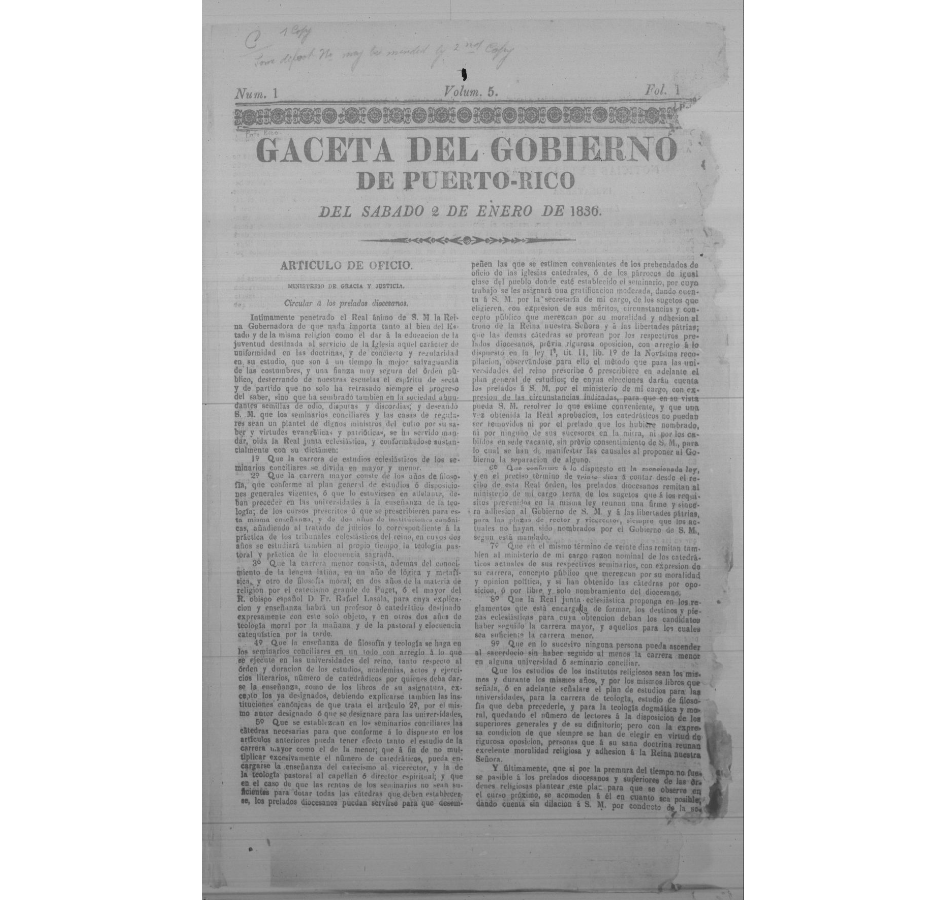
Gaceta del Gobierno de Puerto-Rico, 1836

Va ser el principal canal de difusió d'informació pública de Puerto Rico des del govern colonial espanyol. Incloïa informes governamentals, censos, notícies polítiques i decrets reials. A més del reportatge oficial, la Gaceta també proporcionava notícies generals sobre la vida a l'illa, incloent detencions, esdeveniments culturals, vaixells que arribaven i altres materials relacionats.
El primer numero fou publicat el 31 de juliol de 1807. Llavors cada número tenia quatre pàgines i es publicaven els dimecres i dissabtes amb el nom de La Gazeta de Puerto-Rico. A la dècada de 1820, la publicació es deia Gaceta del Gobierno de Puerto-Rico i es publicava els dimarts, dijous i dissabtes. El 1859, el títol del diari es va escurçar a Gaceta de Puerto-Rico. Va ser una publicació diària del 1897 al 1902. Després de la guerra hispano-estatunidenca i el tractat de París de 1898, la Gaceta va continuar operant i va publicar declaracions del governador nomenat per l'exèrcit nord-americà John R. Brooke i de la seva administració tant en castellà com en anglès. El número final de la Gaceta es va publicar el 30 de setembre de 1902.